# 뒤펄

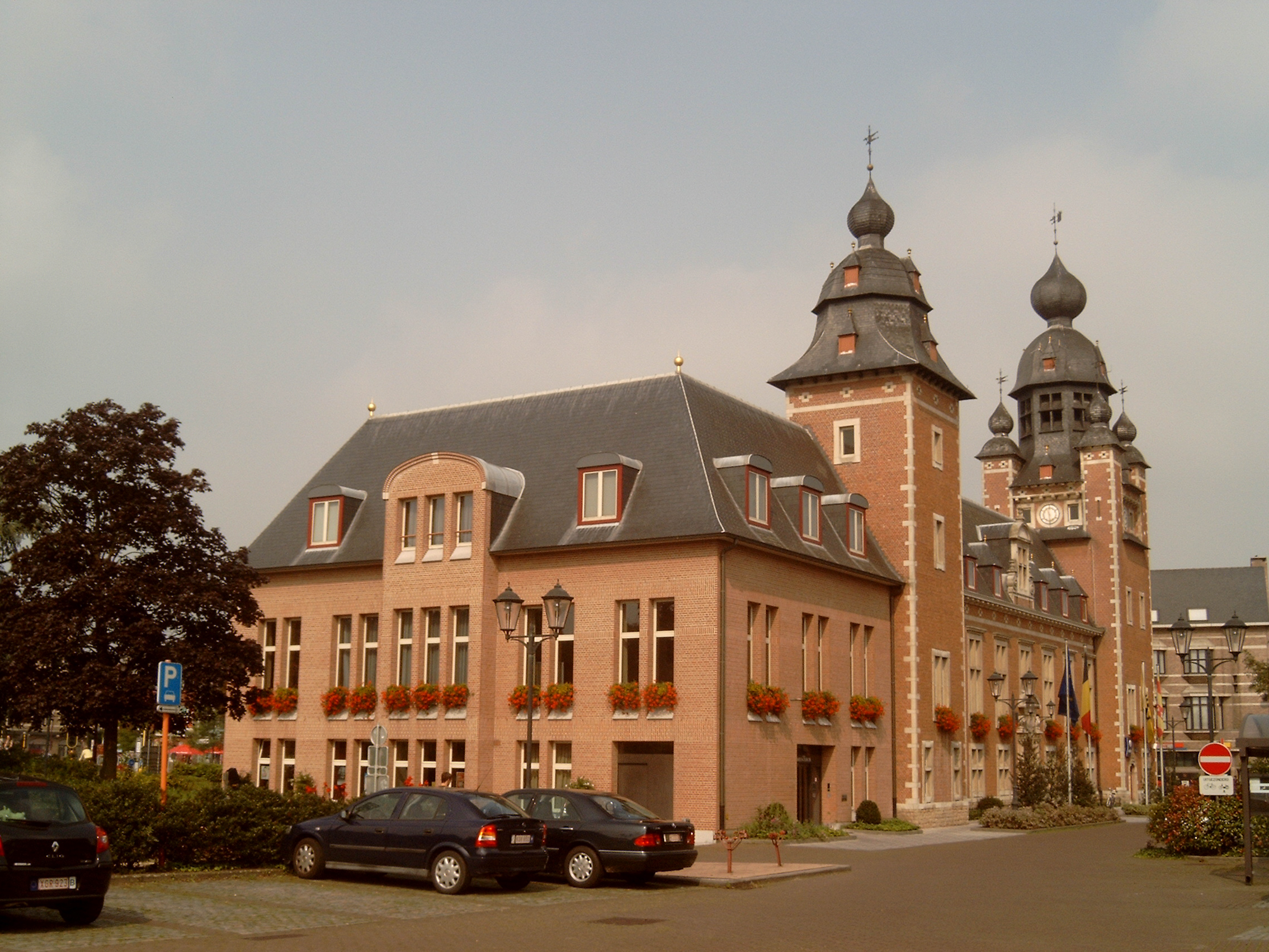
뒤펄

뒤펄(네덜란드어: Duffel)은 벨기에 플란데런 지역 안트베르펜주에 위치한 도시로 면적은 22.71 km2, 인구는 16,941명(2013년 1월 1일 기준), 인구 밀도는 750명/km2이다.

시기
시 문장

## 같이 보기
- 더플 백